# 宋朝文學

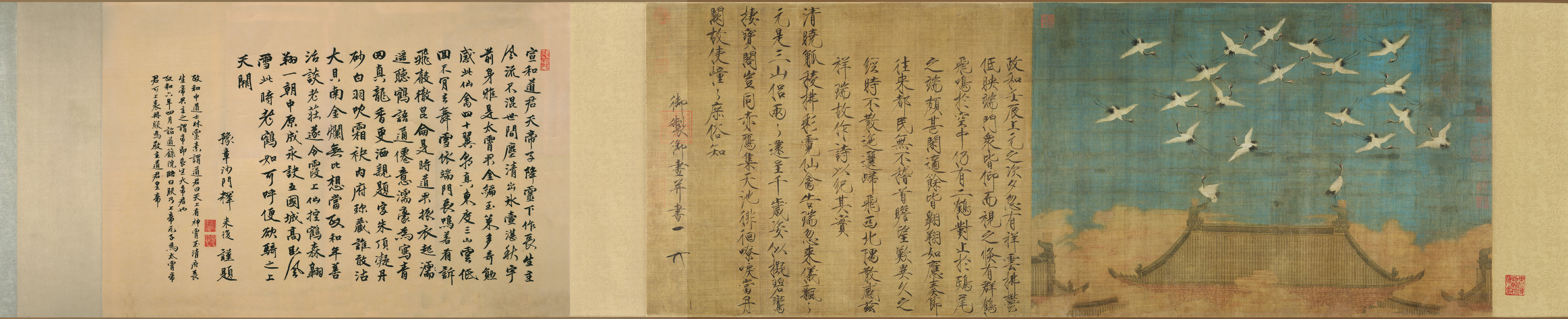
宋徽宗的文學作品與《瑞鶴圖》

宋朝文學主要涵蓋了宋朝的詞、詩、散文、話本小說、戲曲劇本等等，其中詞的創作成就最高，詩、散文次之，話本小說又次之。宋朝的文學作品在北宋初期稟承了晚唐風格，用詞浮艷，常作唱和酬答之用。隨著王禹偁關注民生，朝廷又偏重儒學，文學作家開始注重儒家說教功能，但成就不高。直到歐陽修帶起的第二次古文運動，文人才以平實的語言來創作，加上內容多反映生活時弊，雅俗共賞，文學創作進入了高峰期。當時的各種文體，互相影響，有破有立，而且派別林立，題材眾多，並受到儒釋道的影響，文壇有長足的發展。話本小說與戲曲就在這個時期不斷冒起。南宋偏安江南後，文人多以作品抒發愛國情懷。可是南宋末期出現因循風氣，結束了宋朝文學的發展道路。

## 宋詞

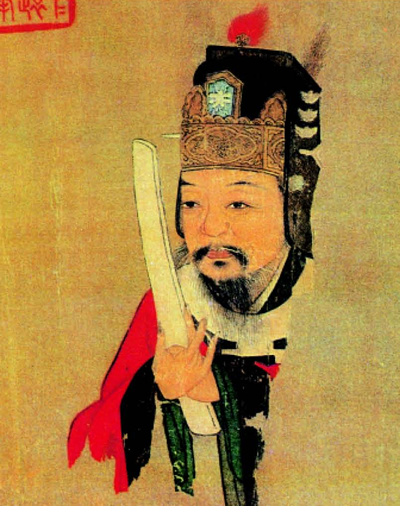
范仲淹

詞是曲子詞之簡稱，它承襲漢魏樂府，受到外來音樂影響，是一種既可合樂歌唱又有獨特體制的詩歌體。詞本來可以配合音樂，譬如蘇軾的《東坡樂府》、姜夔詞集《白石道人歌曲》、柳永詞集《樂章集》、黃山谷的《山谷琴趣外編》。詞的產生不遲於唐代。唐代的音樂分為雅樂、清樂、宴樂。雅樂是指《詩經》所配的音樂，先有詩才有音樂。清樂則是六朝樂府詩所配的音樂。宴樂則從西域傳入中國，以琵琶四弦的二十八調為主，表達力強，詞就是配合宴樂來創作。到了宋代，詞人便根據樂曲的旋律和節奏求填上歌詞。
自從中唐廢除租庸調，以繳納貨幣來取代，促使南北貿易發達，非地主的勢力大增，導致中上階層廣泛追求豪華歡樂、奢侈享受。隨著政治中心不斷南移，南方新都市陸續興起。官場新貴帶來了新生活型態，促進了休閒娛樂的發展，舞臺、歌榭、藝場、伎坊大量湧現。這樣歌妓成為宋詞傳播與發展的媒介。
宋詞發展蓬勃，收錄在《全宋詞》中的詞人多達一千三百多家，作品有一萬九千九百餘首。另外，宋代詞人別集大量出現，譬如柳永的《樂章集》、蘇軾的《東坡樂府》、秦觀的《淮海詞》、周邦彥的《清真集》、辛棄疾的《稼軒詞》、姜夔的《白石道人歌曲》。這些別集都因為宋朝成熟的刻印技術得到廣泛的傳播，增強了文學創作上的交流。

隨著宋王朝採用重文抑武，國家長期處於積弱的地位。另一方面，思想上呈現出儒、釋、道三家合流的趨向。在這樣的歷史背景下，宋詞在題材、手法、風格經歷了一個轉型的過程。北宋前期，主要詞人有晏殊父子、歐陽修、范仲淹、柳永等人。其中，晏殊、歐陽修帶領著第二次古文運動，掃除深奧難明的辭彙，以自然流暢語言來創作，說理暢達。他們稟承南唐柔軟綺麗詞風，抒情委婉。范仲淹突破了晏、歐風格，豪放悲壯，柳永則自創新調，以長調慢詞代替小令，加入草根格調。北宋中期，最主要的詞人是蘇軾。他以詩為詞，打破了詞體的題材的局限，在婉約詞家之外另立豪放一派，南宋的愛國詞派與辛派詞人也受到他的影響。北宋後期，主要詞人有秦觀、黃庭堅、賀鑄、周邦彥等。周邦彥被推崇為「集大成者」，因為他注重音律，風格醇雅，章法縝密，用詞精麗，造就了後來的格律詞派。
南宋前期，主要詞人有張元干、張孝祥、朱敦儒、李清照等。當面對國難的時候，他們除了保持蘇軾的豪放詞風，還注入了鮮明的時代特色，內容多為慷慨悲壯、沉鬱蒼涼。詞壇中比較突出的是女詞人李清照，其詞化俗為雅，清婉疏淡，語言功力甚深，風格自然清新。南宋中期，主要詞人則有辛棄疾、陳亮、劉過、姜夔等。辛棄疾開創了愛國詞派，以散文為詞，突破了詞體，增加了藝術的表現；而且題材廣泛，內容豐富，以報國與失意為主調；時而沉鬱、時而明快，但仍以豪放為主，成為稼軒體。姜夔精通音律，能自行度曲，格律謹嚴，風格清空，意境幽冷，脫離了江西派，別豎一格。南宋後期，詞壇出現了兩大流派。一派是稼軒派，主要人物有劉克莊、劉辰翁、文天祥等，作品情調沉痛悲郁，豪邁粗獷。另一派是白石派，重要詞家有吳文英、周密、王沂孫、張炎等，他們以姜夔為正統，重視音律技巧，內容凄涼哀怨。

### 著名詞人

#### 晏殊
晏殊一生得意，他的作品多是娛賓遣興之作，有的描寫男歡女愛，有的是抒寫離情別恨，內容較為貧弱，但他擺脫花間派的脂粉氣息，改以溫潤秀潔的方式寫男女戀情，以雍容典雅的手法寫富貴氣象，以精鍊語言捕捉剎那光景，而且融入一些哲理體悟，展現深邃的內心世界與士大夫的氣象，顯示了由注重音律轉向注重士大夫哲理的轉化。晏殊傳世的作品有《珠玉詞》、《浣溪沙》（一曲新詞酒一杯）、《蝶戀花》（檻菊愁 煙蘭泣露）、《破陣子》（燕子來時新社）。
|  | 一曲新詞酒一杯，去年天氣舊亭台。夕陽西下幾時回？ 無可奈何花落去，似曾相識燕歸來。小園香徑獨徘徊。 |

此詞舍事取情，舍形取神，把情、景、理融為一體，以情景來互相渲染，來表達心中無限的舊歡新怨。當中滲透着一種澄澈圓融的理性觀照，把懷念之情升華為具有永恆意味的人生感觸。

#### 歐陽脩
歐陽脩與晏殊並稱「晏歐」。他的詞也大多寫男女情事、相思離別，處處表現出作者風流蘊藉的一面。但是歐陽也突破了傳統創作的範圍，以詞歌詠自然風光，如《採桑子》十首，以清新筆觸描繪潁州西湖；他也以詞抒發個人瀟洒放達的情懷，如《朝中措》（平山欄檻倚晴空）；他還向民歌學習，創作了兩套分詠十二月節氣的《漁家傲》「鼓子詞」。其他作品更表明志向，有《六一詞》、《醉翁琴趣外編》等等。
他摒棄了花間詞派的浮華之氣，詞風十分清麗，往往以豪邁的風格抒發深遠沉鬱的意像，情真意濃。他常利用外在的景物描寫內心，非常細緻地展現情感世界，層次多變，手法曲折，意味深長。歐陽修還能吸收通俗生動的口語，以俗為雅，改變了審美標準。他的代表詞作有《踏莎行》（候館梅殘）、《蝶戀花》（庭院深深深幾許）、《採桑子》（群芳過後西湖好）等等。
|  | 庭院深深深幾許。楊柳堆煙，簾幕無重數。玉勒雕鞍遊冶處。樓高不見章臺路。 雨橫風狂三月暮。門掩黃昏，無計留春住。淚眼問花花不語。亂紅飛過鞦韆去。 |

## 宋詩

後人所繪製的王安石

宋詩方面則受到唐詩的巨大影響，北宋初期，主要沿襲中晚唐詩風餘韻，大致可歸為三體。最初是效法白居易詩風的白體詩，主要詩人是李昉、徐鉉、王禹偁等，其中王禹偁特別關注民生疾苦，風格通俗，暗示了宋詩發展的新方向。白體詩後，流行了以賈島、姚合為正統的晚唐體，主要詩人有林逋、潘閬、寇准等。除了白體和晚唐體，另一派就是推崇李商隱的西崑體，代表人物有楊億、劉筠、錢惟演，西崑體注重採用典故，風格雍容華貴，可是缺乏思想內容，不能反映時代精神。北宋中期，隨着第二次古文運動，歐陽修、王安石、蘇軾等開創了宋詩的新局面。他們既掃除了西崑體綺麗浮艷的習風，又確立了宋詩散文化和議論化的標準。隨後有王安石、蘇軾等人和應。王安石的早期作品注重民生，精於議論，晚年則講求技巧，詩律精嚴。蘇軾作品題材豐富，風格多樣，大大開拓了宋詩境界。北宋後期，主要詩人有蘇門四學士和陳師道，他們雖然繼承蘇軾詩風，但審美方面卻趨向分流。其中黃庭堅與陳師道對後來的江西詩派產生了重大影響。
南宋前期，江西詩派形成並壯大，代表人物有陳與義、呂本中等，但墨守成規，創作不足，南渡以後詩風才漸漸改變。南宋中期，詩壇出現「中興四大家」－楊萬里、范成大、尤袤和陸游。其中陸游是南宋最為傑出的詩人，他取材廣泛，詩風悲壯，意境宏大，不拘一格。江西詩派逐步淡出了詩壇後，出現了反對江西詩派、取經晚唐的永嘉四靈與江湖詩派。永嘉四靈專攻五律，取材狹窄，雕琢瑣碎。江湖詩派格局較四靈更為開闊，題材也更為廣泛，整體風格偏重細巧，未脫晚唐舊習。

### 白體詩
白體詩是指宋初的一批詩人模仿白居易所作的詩。宋初朝廷善待文人，提倡酬唱，促使館閣唱酬成風，並且匯編許多唱酬詩集，如《二李唱和集》、《禁林宴會集》、《翰林酬唱集》等等。這些詩人模仿白居易與元稹、劉禹錫等人互相唱和的近體詩，集中描寫閒適生活，言詞淺白，手法清雅，顯然與五代詩風一脈相承。
當初王禹偁也被宋人當作白體詩人。可是，他的詩風與李昉、徐鉉的風格有異。雖然他自小學習白體詩，又多寫唱和詩，但他更重視白居易的諷諭詩。當他居住在商州時，他學習了白居易新樂府詩的創作精神，利用自己作品來反映社會現實。充滿關心疾苦的詩篇有《畬田詞》、《秋霖二首》、《烏啄瘡驢歌》等。《感流亡》的「老翁與病嫗，頭鬢皆皤然。呱呱三兒泣，惸惸一夫鰥」描寫感染疾病的不幸，「襁負且乞丐，凍餒復險艱。惟愁大雨雪，僵死山谷間」以對他們深表同情。其中他聯想到自己：「我聞斯人語，倚戶獨長嘆：爾為流亡客，我為冗散官。」，來表達自己的同理心，可見有別於無病呻吟之作。
與白居易的創作歷程相反，王禹偁早年多寫閒適詩，而晚年多寫諷諭詩。他自編的《小畜集》就是收錄諷諭詩，表現出自省意識，擺脫了白體詩人的群體，慢慢進而學習杜甫風格。總的來說，王禹偁的詩淺白流暢，語言自然，情感含蓄，優雅古樸，別樹一幟。
|  | 馬穿山徑菊初黃，信馬悠悠野興長。萬壑有聲含晚籟，數峰無語立斜陽。 棠梨葉落胭脂色，蕎麥花開白雪香。何事吟餘忽惆悵，村橋原樹似吾鄉。 --《村行》 |

### 晚唐體
晚唐體本來是指唐末年詩歌體裁，以七絕五律為主。到了宋代則以賈島、姚合為正統。它的特色主要在苦吟鍛煉和造語成就，不用典故，以景詠物，以清深閒雅為高，以清淺纖微為下品。主要詩人有宋初九僧、林逋、潘閬、寇准等。
根據司馬光《溫公續詩話》，宋初九僧是指劍南希晝，金華保暹，南越文兆，天台行肇，沃州簡長，青城惟鳳，淮南惠崇，江南宇昭，峨眉懷古，九名僧人。根據《宋詩紀事》內的《惟鳳詩序》，知道這「九僧」各自生活不同地方，沒有地域性。他們的作品被編輯成《九僧詩集》，因而得名。傳世中的《九僧詩集》繼承了反覆推敲的苦吟精神，內容多為描寫幽靜的山林景色和隱逸生活，形式上側重五律，作品中常有佳句，例如「蟲跡穿幽穴，苔痕接斷樓」，「磬斷危杉月，燈殘古塔霜」，「馬放降來地，雕盤戰後雲」，「春生桂嶺外，人在海門西」。

## 散文

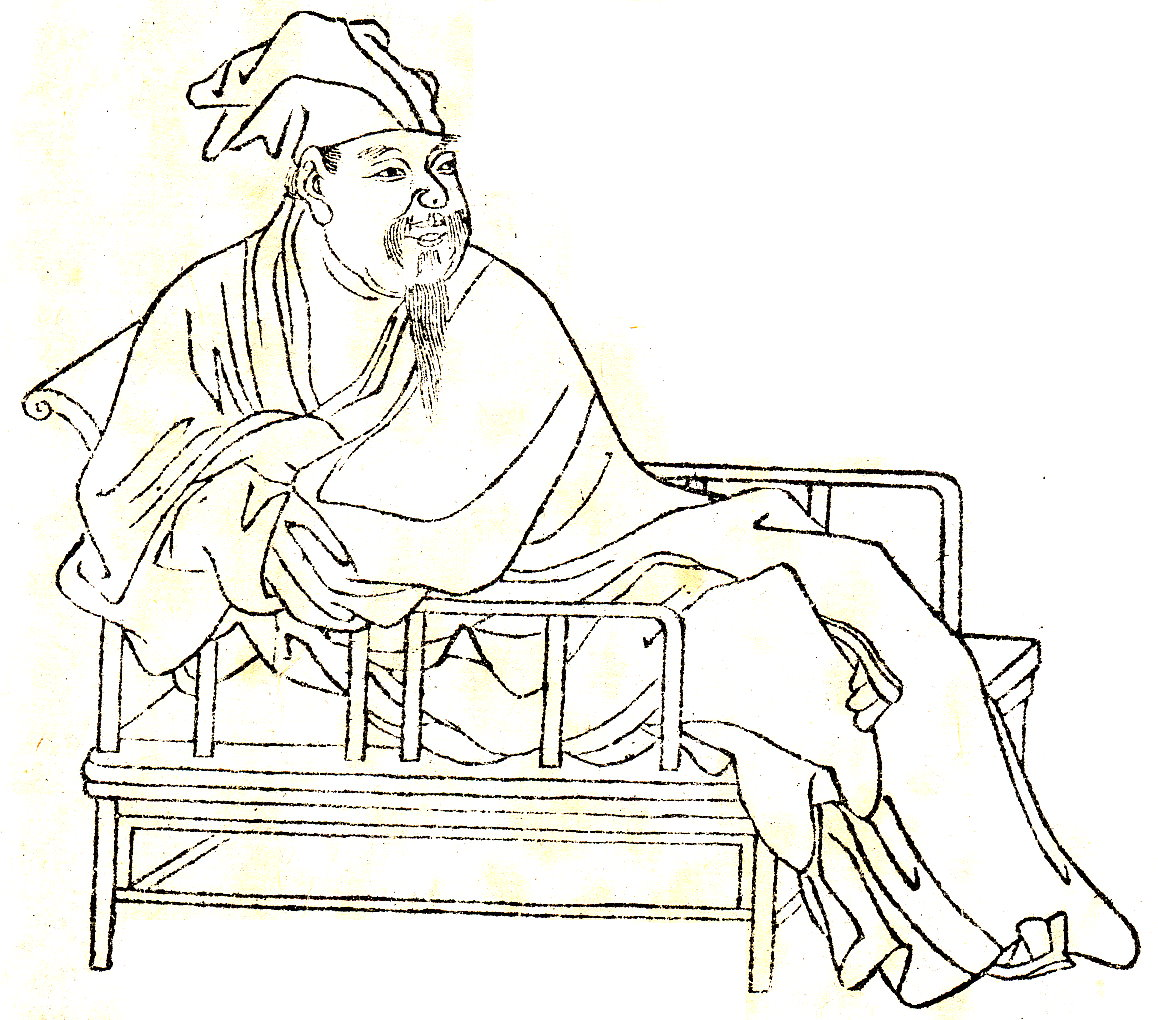
歐陽修

在散文方面，著名代表有唐宋八大家中，宋代佔了六位，包括歐陽修、蘇洵、蘇軾、蘇轍、王安石、曾鞏。他們各有風格，構成了宋朝散文的繁榮景像。其特色在於，內容寫實，大部分是論政與論道的作品，當中帶有憂患意識；風格平易自然；藝術表現手法，多以古論今，是結合實用與藝術的作品。宋初的作家多擅長駢體，以五代浮艷風格為特色。首先反對浮艷風格的是柳開，他矯正文弊，提倡恢復古文，推崇韓愈和柳宗元的作品，強調結合文統和道統，但他的創作辭澀言苦，缺乏藝術色彩。王禹偁則能夠把理論和實踐並重，力排浮華艱澀文風，利用文學作品反映民生與時弊。於是他們成為第二次古文運動的先驅。其後西崑體興起，此派作家皆宗法李商隱的「四六」文，講求辭采聲韻，宏博典雅，浮靡文風再度泛濫。穆修、范仲淹、石介、尹洙等人猛烈抨擊西崑體的弊病。直到歐陽修才真正徹底清掃浮靡風氣，以精練語言，確立平易輕快的風格。曾鞏文簡古樸，王安石議論精警，蘇洵能策善論，蘇轍深醇溫粹，蘇軾更是貫通古今，揮灑自如，對北宋後期的作家影響深遠。南宋散文發揚了北宋傳統，胡銓、李綱、陳亮、陸游、辛棄疾等人的作品，強烈地展現現實主義和愛國精神。南宋末年，文天祥、謝翱等人的作品，充滿了民族氣節。最後以悲壯雄勁的高潮結束了兩宋散文的歷程。

### 著名散文作家

#### 王禹偁
王禹偁為宋代散文理論和新文風奠定了基礎。當初他對五代的浮華文風十分不滿，主張以韓愈和柳宗元為榜樣。他強調古文要「傳道明心」。可是他所指的「道」並非柳開所講的儒家道統之「道」，而是指民生和時弊，而他所謂的「心」只是指自己對政治的見解和內心感受。他還要求文章平易暢達，反對用詞艱澀。因此，他的散文平易近人，風格古雅簡淡，自然明快，藝術性較高，而且處處反映現實和社會，鮮明地體現儒學和注重教化的思想，既能直陳時弊，發表政見，又表達坎坷命途，內容非常充實，緊緊地結合了古文與時政。他稟承了韓愈、柳宗元，無論從理論與實踐都為第二次古文運動做了榜樣。王禹偁的著名作品有《待漏院記》，當中以生動語言描寫有賢德的、奸惡的、沒才幹的宰相在上朝前的心態，既有讚揚又有指責，有義正嚴詞，卻又帶點諷刺，手法非常突出。在《唐河店嫗傳》，王禹偁寫邊境老婦以自己的機智撲殺外敵，後來議論邊防政務，制定策略，切中時弊。在《黃州新建小竹樓記》中，結合駢文散文，既保留古文的流暢，駢體的對稱，鏗鏘的音調，更描寫出貶謫生涯的感慨。可見，王禹偁獨樹一幟，為後來的詩文改革開闢了一條廣闊的道路。
|  | 遠吞山光，平挹江瀨。幽闃遼敻，不可具狀。 夏宜急雨，有瀑布聲。冬宜密雪，有碎玉聲。 宜鼓琴，琴調虛暢。 宜詠詩，詩韻清絕。 宜圍棋，子聲丁丁然。 宜投壺，矢聲錚錚然。 皆竹樓之所助也。 公退之暇，披鶴氅，戴華陽巾，手執周易一卷，焚香默坐，消遣世慮。 江山之外，第見風帆、沙鳥、煙雲、竹樹而已。 -《黃州新建小竹樓記》 |

#### 范仲淹
范仲淹曾大力推動「慶曆新政」和詩文革新運動。他以政治改革的立場上反對西昆體，要求文章內容要反映實際利於教化，情感要激昂，語言要淺白。他的政論文透徹精闢，邏輯嚴謹，而其他作品都能寄景言情，結合敘事議論，風格清新。著名作品有《範文正公文集》、《岳陽樓記》、《桐廬郡嚴先生祠堂記》。
|  | 嗟夫！予嘗求古仁人之心，或異二者之為，何哉？不以物喜，不以己悲，居廟堂之高，則憂其民；處江湖之遠，則憂其君。是進亦憂，退亦憂；然則何時而樂耶？其必曰：「先天下之憂而憂，後天下之樂而樂歟！」噫！微斯人，吾誰與歸！－《岳陽樓記》 |

## 話本
話本是表演說話藝人的講稿。說話源自隋唐時講歷史故事與變文的通俗文學。話本裡有話、詩、詞、評，是用白話寫成的小說或者「市人小說」。由於宋朝工商業繁榮，市民對娛樂的需求增加，造就了大量的聽眾，促使說話流行。根據周密的《武林舊事》，宋代話本可分為下列四家，說小說的有52人，講歷史的有23人，說經的有17人，說合生的只1人。四家之中，以小說及講歷史的最為普遍。小說又叫銀字兒，內容以靈怪、傳奇、公案為主。講史的只說不唱，只講述一些歷史故事。說經是由唐朝俗講演變而來，內容以宗教故事為主。話本以詩詞作為故事的引子與總結，中間用韻文加以渲染，在引人入勝的地方分回斷開，奠定了元明清的短篇小說、長篇小說的基本模式。譬如《大宋宣和遺事》就是後來《水滸傳》的藍本，而《大唐三藏取經詩話》為《西遊記》提供了創作的根據。

## 第二次古文運動
宋代的第二次古文運動雖然以恢復韓愈和柳宗元的古文，但主要還是針對晚唐五代與西崑體的流弊進行改革。其理念就是恢復韓愈的道統與文統，堅持明道致用的原則。可是早期對待道統與文統有不同的態度。柳開、張景、穆修、石介重道輕文，忽視文學的藝術性。當時宋代理學早期的代表胡瑗、孫復、石介對西崑體猛烈抨擊。石介在《上趙先生書》說：「介近得姚鉉《唐文粹》及《昌黎集》，觀其述作。有三代制度，兩漢遺風，殊不類今之文。...必本於教化仁義，根於禮樂刑政，而後為之辭。」
當西崑體仍然盛行的時候，宋仁宗曾三次下詔書，明令戒掉浮文，「文章所宗，必以理實為要」，「務明先王之道」。由於當時石介擔任國子監直講，威望甚高，所以他的文學主張成了太學生的改革文風的依據。可是，石介不懂得如何實踐，導致學生無所適從，成了太學體的流弊。
蘇軾曾在《議學校貢舉狀》表示：「通經學古者莫如孫復、石介。使孫復、石介尚在，則迂闊矯誕之士也。」王禹偁、范仲淹、歐陽修等人則道文並重，才使第二次古文運動健康發展。歐陽修以韓愈文章作楷模，因為他在十多歲時，曾在隨州李家存放舊書的籮筐裡發現韓愈文集，文集雖已殘缺不全，但仍用心研讀，“讀而心慕焉，昼停飡，夜忘寐，苦志探賾，必欲并辔絶驰，而追與之並”。這樣便為歐陽修打下了深厚的古文根基。歐陽修與蘇軾的作品內容更注重社會時弊，而不集中在倫理道德方面。
歐陽修改革文壇的時候，正是范仲淹推動政治革新之際，促使歐陽修的創作貫穿了「文以載道、文以明道」的精神。歐陽修主張“文章不為空言，而期於有用”，“所謂文，必與道俱”，“學者當師經，師經必先求其意，意得則心定，心定則道純，道純則充於中者實，中充實則發為文者輝光”。他把文壇變革與政治改革聯繫起來，常主張“以通經學古為高，以救時行道為賢，以犯顏納諫為忠”。其中有關的著名作品有《朋黨論》、《與高司諫書》、《準詔言事上疏》、《本論》就是慶曆新政前後的重要文章。
慶曆新政失敗後，范仲淹被貶到鄧州，歐陽修則於慶曆5年被貶到滁州。他們繼承了柳宗元的山水遊記的手法，借用自然景物抒情議論，反映社會問題。其中歐陽修的《豐樂亭記》與《醉翁亭記》表現與民同樂的理想。慶曆8年，歐陽修被調遷到揚州，不到一年再調到穎州。皇祐2年，調到商丘，擔任南京留守。至和元年，回到汴京，成為翰林學士，編修《新唐書》。嘉祐2年，出任禮部貢舉兼主考官。他利用職權，推動古文運動，確定了衡文標準。因此，曾鞏、蘇軾、蘇徹等人被錄取。嘉祐7年，晉升為參知政事，被封為開國公。他先後舉薦王安石、曾鞏、蘇軾、蘇辙、司馬光等人，奠定了古文運動的基礎。
歐陽修的創作成就在於他能夠利用文學藝術來反映社會生活和他愛護人民的情感，而且內容非常豐富，包括了辯論、記敘、序跋、書信、祭文、墓誌銘等等。在《豐樂亭記》中，以精練的文字描寫風景，然後突然插入對歷史的感慨，最後表達天下太平的理想。以今昔作對比，以情景來互構，以濃情來書寫。《朋黨論》中，他不但追憶亡友舊事，更描寫政治鬥爭，洩漏自己的心聲。他的藝術風格不但稟承了韓愈傳統，並且從司馬遷的著作學習。蘇軾在《居士集敘》中說，「論大道似韓愈，論事似陸贄，記事似司馬遷，詩賦似李白。」雖然如此，韓愈與歐陽修的風格是有所差別，以古典文論術語來說，韓愈偏重陽剛之美，歐陽修偏重陰柔之美。
文體方面，歐陽修創造了文賦。宋朝的文賦突破了漢賦、六朝駢賦、唐代律賦等朝著工整對仗與嚴密聲律的發展，以散文入賦，駢散自由結合，增加了創作的自由度。歐陽修的《秋聲賦》、蘇軾的《前赤壁賦》和《後赤壁賦》成了文賦的著名代表。
歐陽子方夜讀書, 聞有聲自西南來者, 悚然而聽之, 曰:「異哉!」  初淅瀝以蕭颯, 忽奔騰而砰湃, 如波濤夜驚, 風雨驟至。 其觸於物也, 鏦鏦錚錚, 金鐵皆鳴, 又如赴敵之兵, 銜枚疾走, 不聞號令, 但聞人馬之行聲。  余謂童子:「此何聲也? 汝出視之!」 童子曰:「星月皎潔, 明河在天, 四無人聲, 聲在樹間。」
－《秋聲賦》

## 文學思想
宋朝文學思想與晚唐的文學思想有密切的關係。唐太宗堅決反對齊梁的綺麗文風，要求作品有利於政治宗教，提倡內容與藝術並重，以氣勢與感情取代艷情來開創新天地，即所謂興寄與風骨。隨著唐朝沒落，文壇出現淡泊境界，崇尚高情遠韻，追求形式技巧的潮流。到了晚唐，回歸綺麗文風，追求詩歌情韻之美。
北宋初期，晚唐的柔弱綺麗文風無法根除。當時流行的白體、西崑體、晚唐體都是受到晚唐詩歌的影響。內容集中在日常生活中的內心情感，風格非常內斂。宋太祖、宋太宗、宋真宗都喜好文學，宋太祖曾找花間派代表作家歐陽炯到宮中表演。根據《石林燕語》，宋太宗更認為國內政局穩定，開始注意文藝娛樂方面。宋真宗時期，君臣的詩歌唱和日趨頻繁。天禧二年，曾詔編群臣所創作的詩歌為《明良集》。可見唱和詩非常流行。
隨著政局穩定經濟恢復，重文輕武，文人的地位與文化涵養慢慢提高，詩歌風格走向高雅清遠，而且傾向以詞來書寫深刻精美的情感。文人情感氣節日漸壯大，對濟世方面日漸熱情，越來越多對現實的批判。隨著古文得到提倡，開始有「以文字為詩、以議論為詩、以才學為詩」的傾向，承繼了中唐韓愈與柳宗元的基本思想，以文字來說明道理為宗旨，強調道德教化與政治變革的作用。這些道德教化的思潮來自儒家思想，而儒家在宋朝得到復興，於是明道言志的觀念常常在作品中反映出來。
宋代著名作家與唐代的作家有著明顯的不同，唐代的作家具有詩人氣質，而宋代作家卻多身兼政治家與思想家。除寫詩詞外，還著有經史作品，更精通書法、繪畫與音樂。自宋初便有《文苑英華》、《太平廣記》等的大規模典籍整理工作，宋代促成文學繁榮。蘇東坡等人認為詩詞高勝要從學問中來，當中的學問不僅僅書本上的，還包括了個人的修養。其實宋代的學問以儒家的安身立命，佛家道家的頓悟解脫為主題。他們的作品不只反映情感，更描寫了對事物的洞見。他們並不側重表現形式與技巧，反而側重於個人胸襟與藝術人格。因此，他們能夠以文為詩，以詩為詞，以詞為文，打破了傳統文學體裁的界限。
南宋隆興元年以後，愛國詞人以豪放風格和重才重氣為宋代文學帶來了中興時期。中興四大詩人強調自得，追求接近自然與生活。理學大行其道，肯定了道德人格，文壇從強調文學作品的教化功能，演變為強調文學作家的道德人格。要求作家具有聖賢的正氣。可是，隨著江湖詩派和永嘉四靈成為歷史之後，晚唐風格再次流行，作家鍾情於雕琢文字而失去了理想與願望。